# Habiba Djahnine
Habiba Djahnine, född 1968 i Tizi Ouzou, är en algerisk feminist, författare och filmproducent som skriver på franska.
Djahnine var en av Algeriets mest kända feminister på 1990-talet och hennes syster, som också var aktivist, dödades av islamiska fundamentalister under inbördeskriget. Hon säger sig inte längre vara aktivist, men använder sina dokumentärfilmer för att beskriva pinsamma realiteter i det algeriska samhället.
I sin första film Lettre à ma sœur (Ett brev till min syster) från 2006 kritiserar hon användning av våld för att lösa sociala konflikter.
I sin ateljé Béjaïa Doc utbildar hon mellan fyra och åtta ungdomar varje år i allt som rör filmproduktion, inklusive distribution och skrivande av filmmanuskript. Eleverna kommer från olika geografiska områden och de filmer de skapar under kursen skildrar livet i lokalsamhället.
Djahnine är en av grundarna av  Association Kaïna Cinéma och  Cinéma et Mémoire Association och ledare av filmfestivalen Rencontres Cinématographiques de Béjaïa som visar 50–60 nya filmer varje år. Hon har också skrivit flera noveller och komiska texter som publiserats i franska och algeriska tidskrifter, och år 2003 utgav hon  poesisamlingen Outre-Mort  (Efter döden) tillsammans med El Ghazali.
År 2012 tilldelades Habiba Djahnine Prins Claus pris för sina insatser för algerisk film.

## Filmografi (urval)
- 2006 Lettre à ma sœur
- 2008 Autrement citoyens
- 2010 Retour à la montagne
- 2011 Avant de franchir la ligne d'horizon
- 2011 Safia, une histoire de femme
- 2017 La Kabylie des Babors
- 2019 D'un Désert